# Villa San Michele (Vastogirardi)
Villa San Michele è una frazione del comune di Vastogirardi (IS), si trova nella regione Molise ad una altitudine di circa 900 metri. 
Completamente circondata dai rigogliosi boschi molisani circostanti, si trova ai piedi del Monte Morcone. 
In passato fu denominata "Pagliarone" in quanto i suoi "padri fondatori" (sette fratelli provenienti da Forlì del Sannio), una volta approdati nell'area, si imbatterono in una casa talmente grande da assomigliare a una stalla, ad un enorme 'pagliaio', forse sede di un vecchio monastero benedettino. Secondo altre testimonianze furono essi a costruire il pagliaio in questione.
Il paese è stato interamente ricostruito dopo la distruzione delle vecchie contrade a causa di due terribili frane; ora presenta una pianta regolare.
Prodotti tipici locali sono il tartufo, le stracciate, il caciocavallo e le scamorze.
La Chiesa del paese è dedicata a San Michele Arcangelo, anche se il suo patrono è Sant'Antonio da Padova.

## Storia
Le origini storiche risalgono al 1700 circa, come documenta Michele Milano nel suo libro "La mia gente". Villa San Michele deve le sue origini alla migrazione di persone in cerca di lavoro.
I primi abitanti arrivarono da Forlì del Sannio, vicino centro, alla ricerca di nuove terre da destinare al pascolo. 
Inizialmente i lavoratori si recarono nel nuovo insediamento solo per lavorare, tornando ogni sera nel centro abitato. Successivamente per comodità iniziarono a costruire le prime le case su quei terreni. 
Con il passare del tempo, i primi casati divennero più numerosi e la loro permanenza stabile. 
Gradualmente occuparono anche diversi terreni vicino Vastogirardi, Rionero Sannitico, San Pietro Avellana. I terreni coltivati furono dapprima soggetti ad alcuni Signori di Forlì del Sannio, poi, per tacite concessioni, alla Abbazia di Montecassino ed infine assegnati al demanio di Monte di Mezzo.
Nel 1933 Villa San Michele, allora ancora indicata come Pagliarone per i motivi enunciati nel precedente paragrafo, subì una grave sciagura, ricordata da tutti come "La Frana". Una parte degli abitanti fu costretta a costruire le proprie abitazioni in un'altra zona, alle spalle del Colle delle Noci. Anche la Chiesa fu in parte distrutta.
Nel 1960 a causa di una nuova frana, più feroce della prima, tutta la popolazione fu costretta a trasferirsi. Il paese venne così ricostruito completamente in un'altra zona, distante da quella scelta dagli antenati provenienti da Forlì del Sannio. 
Ormai la vecchia Pagliarone è solo un ricordo, visibile dai resti delle case gravemente lesionate sia dagli eventi franosi, sia dagli eventi sismici degli anni '80. 
Il nome "Villa San Michele" fu selezionato dal delegato sindaco del momento, Umberto Lombardi e all'allora parroco Don Nicola, i quali lo scelsero come tributo al santo Patrono, San Michele.

## Geografia fisica
Il paese nuovo è situato su un pendio circondato da montagne e colline, le quali lo  racchiudono in una sorta di anfiteatro naturale. I monti raggiungono un'altezza massima di 1373 m sul livello del mare; la vegetazione li ricopre completamente ad eccezione del monte Pizzi, il quale presenta una conformazione rocciosa e come tale priva di vegetazione.
Il paese è protetto a nord dal Monte La Penna (1277 m s.l.m.) coperto da cerri e faggi, dai colori spettacolari durante la stagione autunnale. Non è facile distinguerne la vetta. Da essa, con un buon binocolo ed in condizioni climatiche particolari è possibile vedere addirittura la città di Campobasso.
Sul fianco del Monte La Penna sorge il più piccolo (ma non meno caratteristico) Morcone, meta ambita di escursionisti e curiosi. Esso appare come un enorme masso fuoriuscito dal verde. Sulla sua sommità è posta una Croce alta circa sei metri, ben visibile dal paese e illuminata durante le ore notturne.
Dal paese nuovo si scorgono in lontananza i caratteristici tre picchi rocciosi del Monte Pizzi (1373 m s.l.m.), situati tra Vastogirardi e Villa San Michele. Il Monte ha le sembianze di un uomo sdraiato, sembra essere un anziano immerso in un eterno riposo. Sulla sinistra si intravedono i lineamenti del viso di profilo.
Sulle falde il Monte Pizzi è coperto da ampi pascoli tra i quali si snoda la strada diretta a Vastogirardi, scenario ideale per il jogging panoramico.